# トマス・クック (初代レスター伯爵、1754-1842)

レスター伯爵クック家の紋章、: 赤と青の地に銀色の鷲3羽をあしらう

初代レスター伯爵トマス・クック（英: Thomas Coke, 1st Earl of Leicester、1754年5月6日 - 1842年6月30日、ノーフォークのクック、ホウカムのクックとも呼ばれる）は、イギリスの政治家および農業改革者である。
ダービー選出庶民院議員だったウェンマン・クックとエリザベス夫妻の子として生まれ、イートン・カレッジなど幾つかの学校で教育を受けた後ヨーロッパへのグランドツアーを行った。イギリスに戻って結婚した後で父が死亡し、ノーフォークの荘園120km2（3万エーカー）を相続した。
1776年、ノーフォーク選出の庶民院議員となり、後に外務大臣になったチャールズ・ジェームズ・フォックスと親友になり、アメリカ独立戦争のときは、イートン校時代の級友であるウィリアム・ウィンダムと共にアメリカの植民地人を支持した。1784年の総選挙ではフォックスの支持者達と共に庶民院議員から落選し、ノーフォークに戻って、農業、狩猟に勤しみ、先祖伝来の邸宅であるホウカム・ホールの維持と拡張を行った。
クックは1790年の選挙で庶民院議員に戻り、1832年まで議員職を続けた。主に穀物法など地元の利益に繋がる問題に関して発言した。第2に注力したのは市民の自由の問題であり、ピータールーの虐殺や類似した事件に対する政府の対応を糾弾した。「イングランドの最も偉大な下院議員」と呼ばれ、1832年大改革法の成立を引退の契機として選び、5年後の1837年7月にレスター伯爵に叙された。クックは短期間患った後の1842年6月30日に死亡し、伯爵家は息子のトマスが継いだ。
クックの大きな遺産は農業改革者としてのものであり、政治家としてのものではない。昔からその荘園の農作に改革を行ったことを通じて、イギリス農業革命の火付け役になったとされてきた。しかし、後の歴史家達はこれを疑問とし、クックに帰されるとされる発展は他の者の業績だとするのがふさわしいと言っている。それでもクックは「ノーフォーク農業の真の英雄」と今でも表現されている。

## 生い立ちと教育
クックは1754年5月6日にロンドンで生まれた。父はウェンマン・クック、母はエリザベスだった。クック家は当初ノーフォークの出身で、ダービーシャーの土地所有者の家の出であり、父はダービーを代表する庶民院議員2人のうちの1人となった。
クック自身は裕福な荘園を所有する家庭に生まれた。幼時の記憶に残る光景の1つは、「窓のところに連れていかれて、キツネが追い詰められ、猟犬に殺されているのを見ていた」というものである。父ウェンマンについてはあまり知られていないが、「仲間が少なく、世界から離れて暮らした。その習慣は郷紳のものであり、心を農業に傾け、外でのスポーツなどに病みつきになることもなく、読書に多くの時間を使った。心にしっかりと抱く原理は古いホイッグ党のものであり、気質柔らかく作法は穏やかであり、友人には愛された」というシャイな人物とされている。
一家の資産状況は、クックが5歳の1759年に、同名の大叔父の初代レスター伯トマス・クック（レスター伯爵としては第5の創設）が死んだ時に著しく改善された。大叔父の死因は明らかでないが、決闘によった可能性がある。大叔父の妻のマーガレットが死ねば、ウェンマンが「パッラーディオ建築の傑作」ホウカム・ホールを含め、ノーフォークのかなりの資産を相続することになった。マーガレットは一家の他の者との付き合いを慎重に避けており、ウェンマンが荘園を引き継げないように、単純に長生きすると誓っていた。
クックの幼時についてほとんど記録が残っていないが、ダービーシャーのロングフォードで教育を受けたあとで、フランスからの避難民が経営するワンズワースの学校に入った。1765年、イートン・カレッジに送られ、そこでその後の人生の親友となるウィリアム・ウィンダムと知り合った。クックはイートンで明らかに幸福であり、屋外のスポーツでも優秀だった。ある場合には彼が殺した70羽のシギがその部屋で見つかり、別の時にはウィンザー・パークでキジを撃ったことで罰を受けるところを辛うじて免れた。学業の方には特に興味を抱かなかったが、1771年にイートンを離れる時までに、密接な友人の輪と土地所有者階級とのコネを作り、将来の荘園を扱う実際的技量を身に付けた。
学校を出た後でヨーロッパへグランドツアーを行ったが、その旅費は父と大叔母が手配した（大叔母は大学を悪の巣窟と見ており、大学に行かないことと引き換えにクックに500ポンドを提供した）。クックはフランスとイタリアを訪れ、「若僭王」チャールズ・エドワード・ステュアートとルイーゼ・ツー・シュトルベルク＝ゲーデルンの結婚を目撃した。ルイーゼは52歳のアルコール依存症の夫よりも明らかに同じ世代であるイングランド人クックを恋した。

## 経歴
クックがイギリスに戻る時までに、庶民院議員となる計画が既に進行中だった。1774年に選挙が告知されると父がノーフォーク選出の庶民院議員に立候補し、息子には父の後任でダービー選出の庶民院議員に立候補するよう求めた。クックはこのことに特に執着することもなく、自分が21歳になっていないことを対抗馬が見つけたときに撤退した。庶民院議員になるには21歳以上が被選挙権の要件だった。父が当選し、クックも父と共にロンドンに旅して、イギリス上流社会のメンバーに会った。姉のエリザベスとその夫のジェイムズ・ダットン (1744-1820) (英語版) もダットンの妹のジェインを連れてロンドンを訪れており、クックはジェインに恋した。クックが父に彼女と結婚させてくれるよう求めると、父はクックのためにある準男爵の娘を選んでいたので、その話に乗ってこなかった。しかし、父の友人である初代サフィールド男爵ハーボード・ハーボード (1734-1810) (英語版) の仲介により、ついにジェインとの結婚に同意を取り付けた。結婚式は1775年10月5日に行われた。
この新婚カップルはノーフォークのゴッドウィックに住んでいたが、1776年にウェンマンの健康が悪化し始めて、その平和が破られた。父は「薬品でも解決できなかった便秘」のために同年4月10日に亡くなり、22歳のクックに 120 km2 (3万エーカー) の荘園を任せることになった。父の死から間もなくハーボードとホイッグ党の長老がクックを訪問し、ノーフォークの父の議席を継ぐように求めた。クックはそれほど熱心ではなかった。自身は政治家に向いていないと考え、新しい資産と富を楽しむことを期待していたが、ハーボード達が、クックが立たなければトーリー党が議席を奪うかもしれないと指摘すると、「私の血液が頭から足先まですべて冷えてしまうと感じ、私が出ることになった」ことで決断した。4月12日、クックはノーフォークの選挙民にたいして綱領を提出し、直ぐに選挙運動に入り、4月27日には全会一致で候補指名され、5月に当選した。

### 庶民院議員

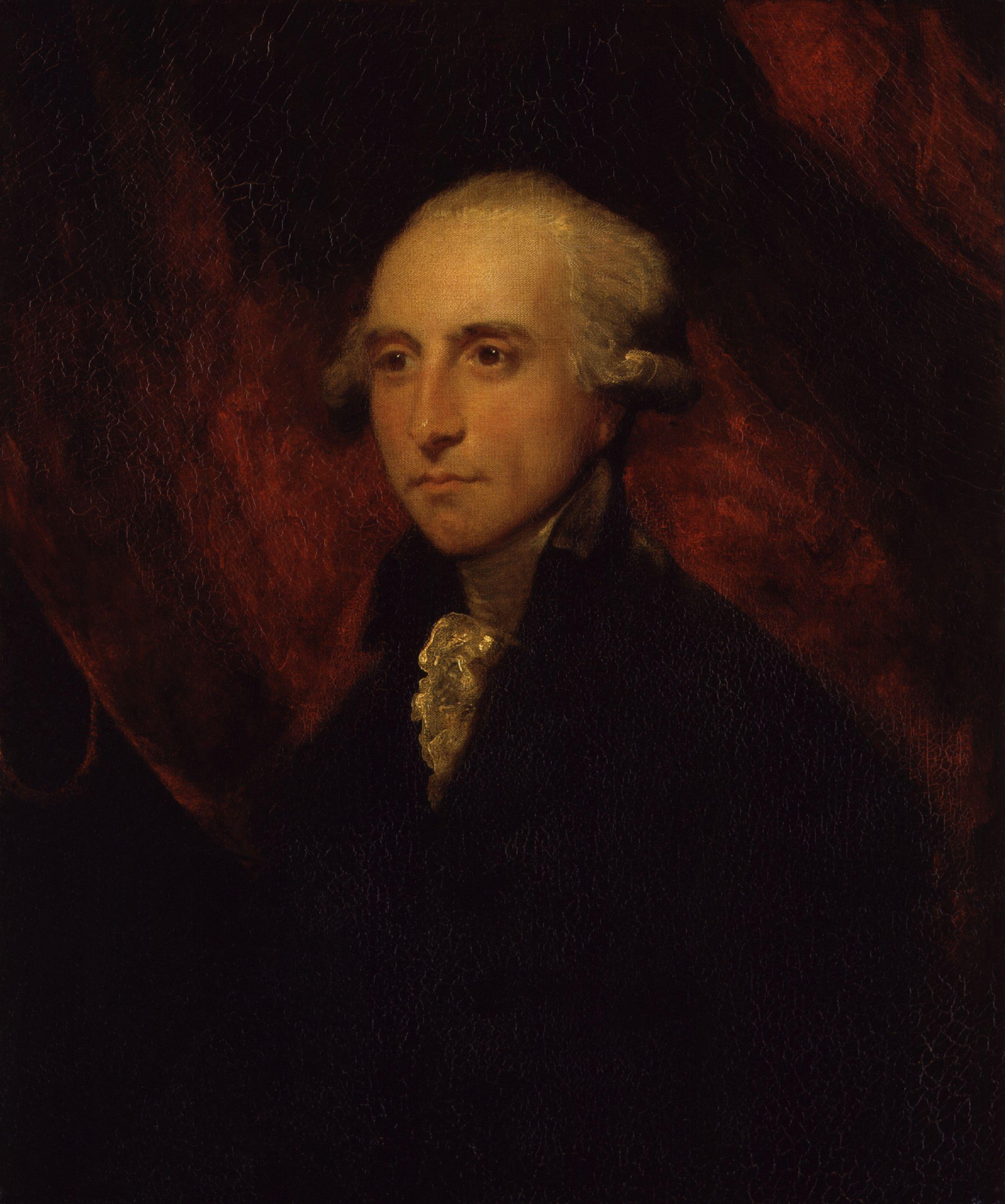
ウィリアム・ウィンダム、クックの友人でアメリカ独立戦争の時のアメリカ支持者

庶民院におけるクックの初期の経歴はあまり知られていない。比較的発言の機会が少なく、しかもクックの当選後に議会が解散された。しかしその夏、チャールズ・ジェームズ・フォックスとの交友が始まった。フォックスはその率直な物言いと、きらびやかな生活様式で有名になったホイッグ党の政治家になった。クックは後に「私が初めて議会に行ったとき、フォックスと知り合って、一生を通じて彼にしがみ付くことになった。私は彼との密接な友情の絆の中で暮らした」と回想していた。この時期はフレデリック・ノース政権の下で経済的に安定し、政治の世界は静かだった。それがアメリカの独立で終わり、アメリカ独立戦争が始まった。クックはアメリカの植民地人を支持したことで知られた。1688年の名誉革命とその結果の1689年権利の章典を強く支持し、イギリスと海外で公正と寛容の信奉される原理を支持することが、イギリスの臣民としての自分の義務であると考え、植民地人を支持することと、愛国主義の立場の違いには矛盾を感じなかった。サラトガの戦い（1777年10月）の後で、アメリカでイギリスが勝利しようとも時間がかかり、金を必要とすることが明らかになった。国王ジョージ3世は臣民に寄付を求めていたので、その寄付集めのために、ノリッジで1788年1月に集会が行われ、1時間足らずの間に4,500ポンドが集められた。ウィンダムとクックはこの集会に出席し、ウィンダムは、このような運動は「失望と恥と不名誉」なものにしかならず、「アメリカとの平和と和解」が唯一の選択肢だということを指摘する熱烈な演説を行った。ウィンダム、クック、およびその支持者はその後に近くのパブに引上げ、そこで「ノーフォークのカウンティにおける貴族、郷紳、牧師、自由保有権者および住人」の名において国王への請願書を書きあげた。この請願書は1778年2月17日にクックから議会に提出された。ノーフォークの住民5,400人の署名があった。ジョージ3世はこれを個人的な侮辱だと考え、その結果クックを死ぬまで嫌った。
クックは狩猟に関する問題も取り上げた。18世紀後半、土地所有者が狩猟を行う権利を保護し、密猟者には厳罰を与えるとする一連の法が成立した。2月27日、猟には大執心だったクックは議会にこれらの法を緩めることを提案した。「国内でこれら法の執行に反対する組み合わせが形成され、幾らかの命が失われてきた」と述べた。如何なる動議も持ち出される前に（法が改定されたのは1827年になってからだった）、アメリカの状況が再度変わって来た。2月22日に、ヘンリー・シーモア・コンウェイ (1721-1795) (英語版) が国王に「北アメリカ大陸での戦争は、その国の住民を力で従わせる実際的な目的では、もはや追求できないということについて、忠実な国会議員の謙虚な祈りと助言に耳を傾けること」を求める動議を提出した。この動議は成立しなかったが、2月27日に再度提出され、この時は成立した。これにより、コンウェイが「敬虔なる呼びかけを国王陛下に提示する」動議を出した。ジョージ3世は3月3日にセント・ジェームズ宮殿で彼らと会見すると返事した。「クックの政歴の中で最も重要で象徴的な行動」が起こったのがその時だった。クックはシャイアのナイトとして、正式な宮廷服ではなく「自分の長靴」を履いて宮廷に参上する権利があった。実際にそうしたクックは革のズボン、長靴、拍車を着けてジョージ3世の前に現れた。
最終的に国王はアメリカ植民地との交渉を始め、ノース卿の首相辞任を認めた。それはクックが議会を去る引き金になった。1782年4月、新しい政府が作られ、ロッキンガム侯を首相に、フォックスとシェルバーン伯を国務大臣に据えた。ロッキンガム候とシェルバーン伯は常に意見が合わず、特に北アメリカの件では揉めていたが、7月1日にロッキンガム候が急死し、シェルバーン伯が首相になった。この時に政府の他の閣僚も辞任し、政治的な混乱期間の後で、1783年4月には短命ではあるがフォックス＝ノース連立内閣が成立した。クックはこの成り行きに嫌気がさし、それを「むかつく盟約」と呼んだ。インドを監視するために7人のコミッショナー職を創設した東インド法がその連立内閣にも混乱を生じさせた。そのコミッショナーを政府が任命し、国王からの任命ではなかったのが論議を呼んだ。国王はその任命権が憲法で規定された自分の権利だと見ていた。この法は貴族院で否決され、それを契機に国王はフォックスの政府を倒して、その代わりに小ピットが率いる政府を据えた。議会は1784年3月25日に解散され、クックは長くフォックスとその行動を支持していたこともあって、次の選挙では落選することになった。

### ノーフォークでの仕事

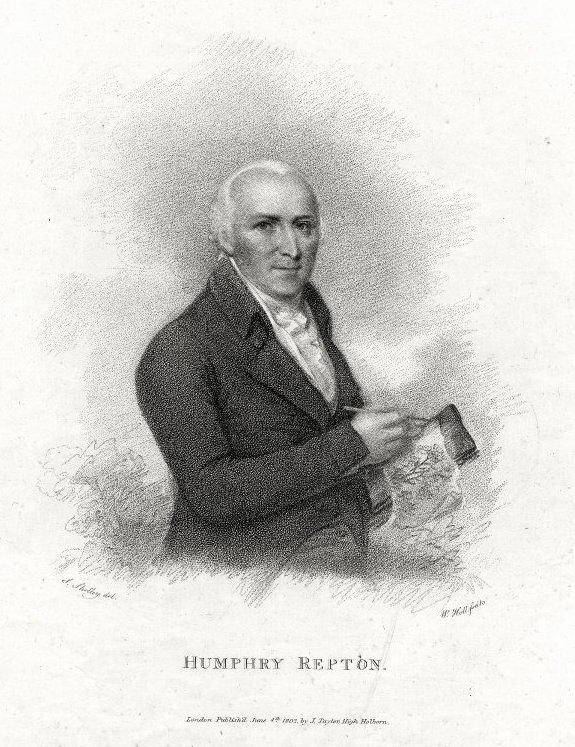
ハンフリー・レプトン、クックがホウカムホールの敷地を修正するために雇った園芸家

クックは議員を務める合間に、妻と共に1776年4月に荘園を所有するようになって以来の維持と改良を続けていた。その中心となるのはホウカムホールであり、クックの大叔父が建設した「芸術に対する神殿」だった。クックは古典的な建築を同じように理解はできないと認識し、建物はほとんどそのままに、公園や庭園の改良に注力した。敷地は1720年代と1730年代にレイアウトが作られ、直ぐにオールドファッションと見なされるようなデザインとなった。クックは 22,900 m3 (36,000立方ヤード) の土を動かして湖を大きく拡張させ、1781年からが庭師のジョン・サンディズを採用した。サンディズは、イースタン・ロッジの近くの 88,000 m2 (22エーカー) 、湖の近くの別の 40,000 m2 (10エーカー)、沼の傍の16,000 m2 (4エーカー) の土地に7千本以上の樹木を植えて、幾つか大きな林を造った。1784年、さらに森林地の拡張が行われ、160,000 m2 (40エーカー) の地に11,000本の木を植え、1785年から1789年の間にはさらに 716,000 m2 (179エーカー) の地に396,750本の木が植えられた。サンディズは1805年に引退し、その1年後にジェイムズ・ルーズが引き継いだが、植林についてはサンディズがクックに忠告を続けた。図書室も拡張された。これは1813年から1831年まで、クックのための『マインツ詩編』などの書籍を購入したウィリアム・ロスコー (1753-1831)  の働きによっていた。
クックは荘園自体も拡張し、ホールの周りの農園はそのリースが終わったときに取り込んで、1800年までに総面積は 14 km2 (3,500エーカー) を広げた。1799年から1805年までサミュエル・ワイアット (1737-1807) (英語版) も雇用され、拡張された敷地の入口に新しいロッジを建設し、1806年までには新しいキッチン・ガーデンも作った。その広さは 24,000 m2 (6エーカー) あった。湖をさらに拡張するためにハンフリー・レプトンが雇われ、ボート小屋や釣り小屋の建設を提案し、さらに「こぢんまりした藁ぶきコテージ」まで鎖で曳く渡し船も提案した。この提案が承認されたのか、証拠は残っていない。工事の大半は1810年までに終わり、その後のクックの注意は狩猟に向けられた。この荘園は明らかに狩猟を心に入れて設計されており、狩猟の本では1,300ないし2,550羽の猟鳥が殺されたとしている。1822年、クックの娘のエリザベスが、1日に800羽の鳥が撃たれたと記録している。

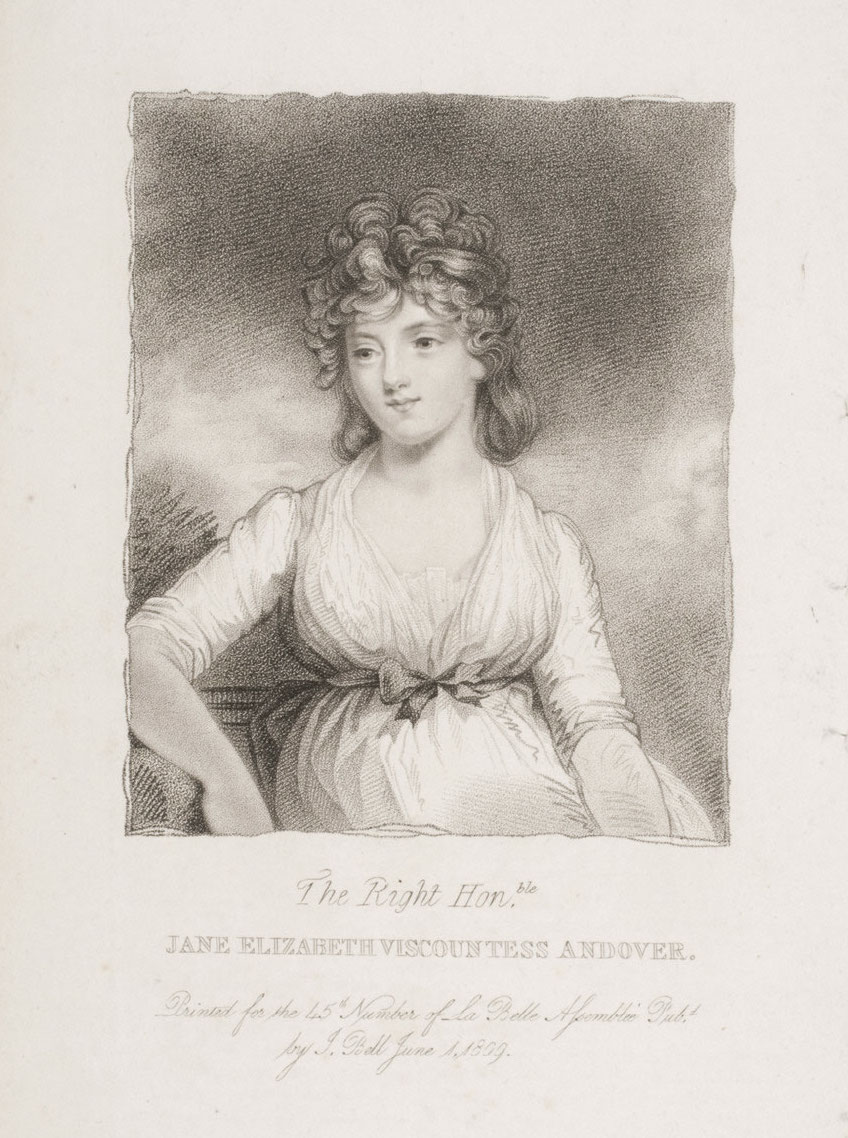
クックの娘ジェイン

クックの妻であるジェイン・ダットンは1777年に最初の子供であるジェインという娘を出産した。その後にやはり娘のアン・マーガレット (1779-1843) (英語版) が1779年、同じく娘のエリザベスが1795年に続いた。娘のジェインは1796年6月21日にアンドーバー子爵チャールズ・ネビソン・ハワードと結婚したが、ハワードは1800年1月11日にホウカムの敷地内で銃の事故で死んだ。妻のジェインは1800年に死んだ。娘のジェインは1806年にヘンリー・ディグビー (1770-1842) (英語版) と再婚し、11人の子供が生まれた。

### 地主と農業専門家
クックは地主としてその荘園で暮らす人々の生活の質を改善するのが権利と道徳的義務だと固く信じていた。地主と小作人の役割は18世紀までにはっきりと設定されていた。地主は畑、道路、建物を提供し、小作人は種と道具を出して手作業労働を提供することだった。クックの荘園は相続した時に農場が54個あり、優れた生産性を上げていた。しかし、大叔父がホウカムホールを建設した結果としてかなりの負債があり、利益は年間4,000ポンドに過ぎなかった。荘園を相続する前に雇われていた人々の扱いに幾らか難しいものがあり、クックの叔父が指名した執事のラルフ・コールドウェルが1782年に引退した時、クックは1816年まで彼の後任指名に失敗した。その後任者は以前にチェスターフィールド卿の荘園執事として雇われていたスコットランド人のフランシス・ブレイキーだった。ブレイキーは農園の働きが悪いところやもっと良くできるところに密な注意を払ったが、クックとの間がうまく行かないことが多かった。クックは農業以外のことで財務的な感覚に欠けており、ある場合にはマンチェスターに近い土地全てを売ってしまった。これにブレイキーが気付いたのは20年以上経ってからであり、新しい所有者から鉱業権について問い合わせがあったときのことだった。ブレイキーはマンチェスターに行ってその売買を仲介した弁護士と会い、お粗末に書かれた権利委譲書を見つけただけでなく、売却された土地全てに多くの石炭が埋蔵されていたことも発見した。

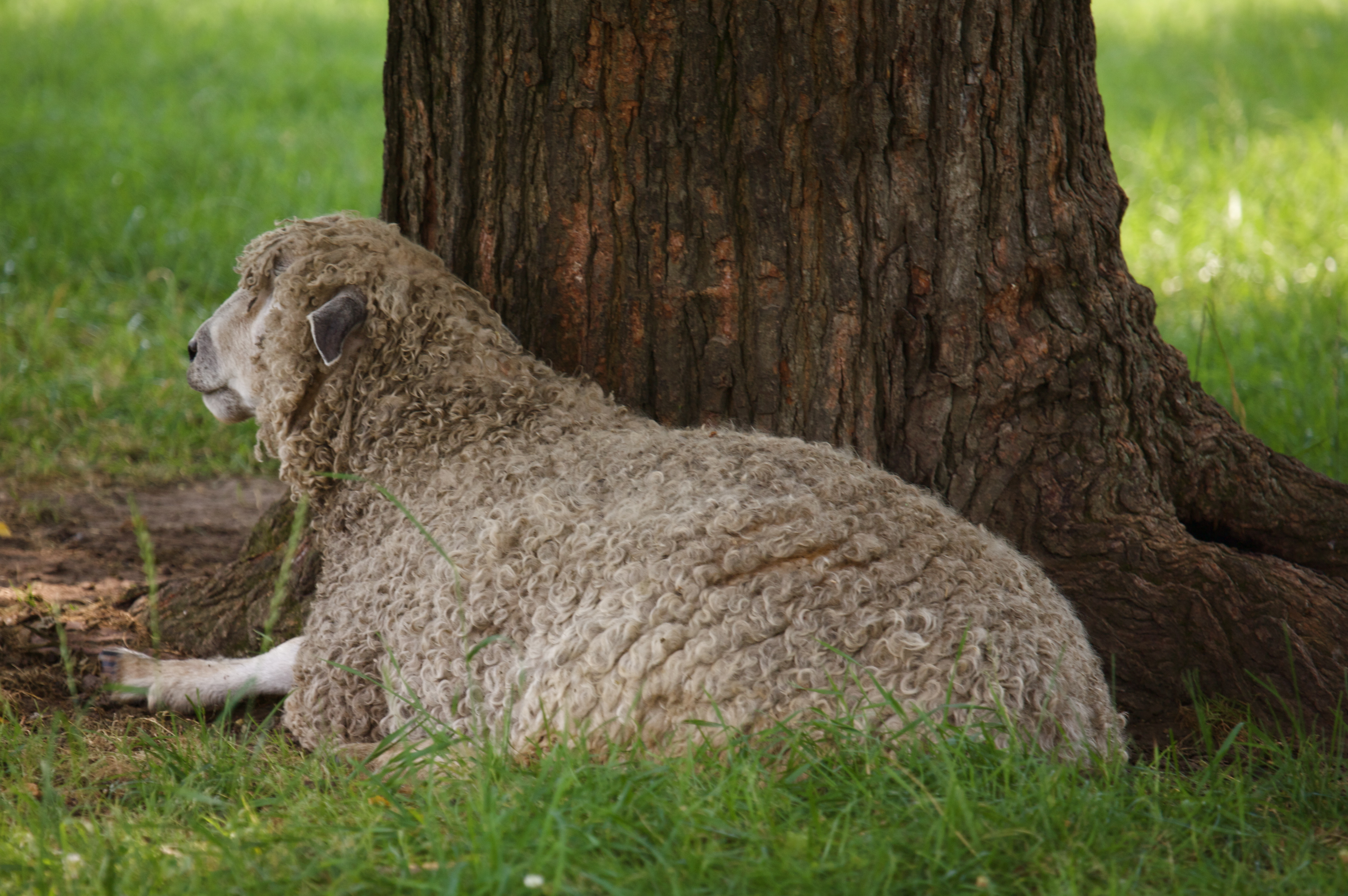
イングリッシュ・レスター種の羊、クックがノーフォークに導入し、ノーフォーク・ホーン種と掛け合わせた

18世紀初期、農地は開放耕地制度 (Open field system) (英語版) で運営されていた。これは通常過剰な詰め込みとなり、実験的な方法を試みるのを大変難しくするものだった。一方、囲い込み農園は質が高く、実験にも有益だったので、開放耕地の大きさよりもほぼ2倍の借地を耕作できる結果になった。この問題を複雑にしたのは、囲い込み農園の多くが帯状地に分割されていることであり、所有者が不明になるということだった。1776年から1816年、クックはその荘園に近い帯状地を急速に買収し、それを囲い込ませた。その多くはナポレオン戦争の間に生じており、穀物の価格が（すなわり農業の利益が）最大になった。クックは近くの荘園を所有していた"ターニップ"・タウンゼンド（ターニップは「蕪」あるいは俗語で「馬鹿」）の影響を受けていた。タウンゼンドは輪作を奨励し、農業の改良を進めていた。タウンゼンドの改良は囲い込みと共に泥灰土で肥やしたり、草を改善したりして、「100年前に行われていたのとは全く異なるやり方の畜産」になっていた。
クックは2つの分野で大きな改良を行った。すなわち草と畜産である。草にカモガヤ、餌にムラサキウマゴヤシの利用を始め、ホウカム荘園を相続した時には700頭だった羊が、1793年には2,400頭にまでなっていた。畜産には様々な種の牝牛の牛乳を比較したことも含まれていた。またスコットランド産の蕪を初めて植えており、これは「ノーフォークの種と比べて口当たりが良く栄養豊富だがそれほど水分が無い良質の料理用野菜」である。クックの主要な実験領域は、羊の選抜育種だった。この地域で最も普通にある羊はノーフォーク・ホーンであり、足が長く、成長が遅かった。クックはイングリッシュ・レスターの導入を推進する者となり、この種は蕪を食べさせると成長が早く優れていたことで注目された種だった。クックはこの2種を掛け合わせ、その結果生まれた種は大変飼いならしやすく、ノーフォークの純血種にくらべて優れていた。クックは牛も飼育して畑を耕すには馬の代わりに牡牛を使い、くびきではなくハーネスを初めて使い、1837年にはその牡牛で賞を受賞した。
クックは間もなく羊の毛を刈ること、競合および貴族との契約を通じて、その新しい考えと種を広めた。羊の毛を刈ることは、当初は地元農夫の小さな行事だったが、それが間もなく200人分の正餐となり、1821年には300人、それから間もなく700人にまで増え、1819年には在イギリスアメリカ合衆国大使リチャード・ラッシュまでも出席し、フランス領事やサセックス公も出席した。1793年には農業評議会が結成され、クックは指導的な農業専門家として「常任評議員」30人の1人となった。1805年にはその副議長となった。この評議会はイギリスの大半について一連のカウンティリポートを出版し、国内の様々な場所で新しい農業手法が行われていることを報告した。
クックは「ノーフォーク農業の真の英雄」と呼ばれた。クックの土地は痩せており、ある批評家が「薄い砂質の土壌はウサギをくびきにつないで、ポケットナイフで鋤き返す必要がある」と言ったと言われている事実もあった。しかし、学者や著作家はクックの重要さを議論していた。19世紀から20世紀初めの歴史家達はイギリス農業革命にとって重要人物と見ており、4年輪作を発明した者としている。ナオミ・リッチズ (1983-) (英語版) はこれを「間違い」と言っている。R・A・C・パーカー (1927-2001) (英語版) は「経済史概観」の中で「彼が導入したと考えられる革新の多くは、ノーフォークの先任者に帰せられるべきだ」とのべた。しかし、「イングランドの農業技術の進歩にクック自身がかなり貢献したことを否定するものではない」とも言っている。

### 次の庶民院議員

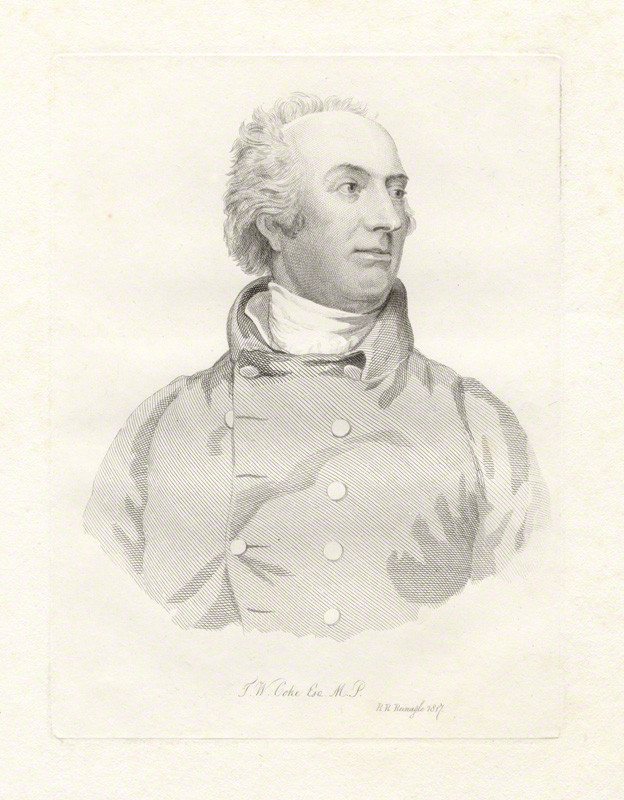
1817年のクック

クックは、政治的に大きな問題を抱えていた1790年の選挙で庶民院議員に再選された。その1年前のフランス革命がホイッグ党を半分に分けており、革命の行動が残忍なものになるに連れて、革命家達を支持したクックとフォックスの立場は孤立した少数派になった。1793年に宣戦布告がなされ、農作物の価格や小作料が上がることで、イギリスでもその影響が感じられるようになった。国を守るために土地の義勇農騎兵団結成にも繋がった。これにクックは反対していた。このためにノーフォークにおけるその人気が衰え、彼がジャコバン派ではないかという疑いが生まれ、クックは共和主義者ではなく「彼らの主義を嫌悪している」と公に宣言することまで強いられるようになった。最終的に1798年9月、ホウカム・ヨーマン騎兵隊を立ち上げ、それを少佐として指揮し、侵略にたいして守った。この部隊は1802年のアミアンの和約で一旦解隊されたが、1年後に戦争が再発すると、さらに義勇軍が結成された。クックは侵略される危険性が過大に言われていると感じて、防衛準備のどれも欠席していたが、最後は世論に説得されて1803年にヨーマン騎兵隊を改編した。この部隊も1805年には再度解隊された。
フランス革命がホイッグ党を2つの派閥に分けたが、革命が進行するに連れて、革命家を支持するフォックスの派閥が萎み始めた。クックはフォックスに付いたままであり、戦争が始まるとその分裂が決定的なものとなった。フォックスはイギリスが紛争に巻き込まれる必要があるという意見を受け入れるのを拒み、クックもそうした。議会では、クックが紛争に反対して発言し、1794年4月に新税によって戦費を賄う動議を議論し、1795年3月24日にはウィルバーフォースの戦争反対動議を支持した。しかし、クックは地方の問題に関わっていることをよしとし、主たる関心事は「農業の利益に関すること」であり、新しい土地税に反対し、猟期を短くする法案を提出し、それによってトウモロコシの収穫量を増やそうとした。クックは1796年の選挙で再度庶民院議員に復帰した。ただし、その反戦、反政府を訴えたことで、選挙民には傲慢で専制的と映ったが、フォックス派が議会活動から撤退することに合意していたので、クックが復帰できた。
1802年6月に議会が解散された後、新たな選挙でもクックは当選したが、接戦だったので選挙戦に35,000ポンドを投入することになった。1806年にウィリアム・ピット（小ピット）が死亡し、ホイッグ党の2つの派閥は同盟することで合意した。いわゆる「全才能の内閣」が結成された。フォックスは外務大臣として確認され、ウィンダムが陸軍大臣と植民地大臣を兼務した。この政府がクックを貴族に叙することを提案したが、クックが辞退した。議会は主に奴隷制度の廃止を議論しており、フォックスが1806年9月13日に死んだ後に廃止がなった。フォックスの死により、彼らは親友だったので、クックにとっては議会に訴えるものがなくなった。その後の2年間でクックが議会に出席する機会は非常に限られたものだったが、次に注目されるべきは穀物法を支持したことだった。この法はノーフォークで非常に人気が無く、1815年には暴徒から攻撃されることまで起こった。
ワーテルローの戦いでナポレオン・ボナパルトが敗北したことで、ヨーロッパの戦争は終わり、軍隊は故郷に戻った。その結果、経済が変化し、政府は20年間の戦争で負った負債の返済を始めたので失業率が増加し、国全体が劇的な変化を経験していた。農産物の価格は下落し、クックは農夫に影響を与えることになる増税に反対することで活発になった。1816年2月、所得税と酒税に反対して発言し、3月には資産税を「市民の自由と全く相反するもの」として攻撃した。高失業率と高税率の時代に政府の過剰な介入に反対し、軍隊予算に反対票を投じ、5月には王室費にも反対した。1817年4月5日にカウンティの集会が開かれ、クックは、国王が言論と出版の自由を制限することで「民主主義を転覆し、国を奴隷化しようと」していると話し、政府を排除する必要があると提案した。
クックは1818年に議会に戻り、王室法案に反対し、狩猟法改正案を提案したが成立しなかった。ピータールーの虐殺の後、政府が扇動的集会防止法を提案したことに続いて、クックは政府が「マンチェスターの事件（ピータールーの虐殺）に最も強く関わっている」と非難し、その集会は「政府当局による干渉が」無ければ、平和的なものだったはずだと言った。1820年代、クックの発言は遥かに少なかった。第1に議会はトーリーの支配が続いており、第2にクック自身が再婚したためだった。1822年、クックは68歳で寡になってから21年が経過しており、アルベマール伯爵 (William Keppel, 4th Earl of Albemarle、1772-1849) (英語版) の娘であり、クックの18歳の名付け子だったアン・ケッペル (1803-1844) と結婚した。アンはクックの甥のウィリアムと結婚するためにホウカムに連れて来られたが、この二人は結婚できなかった。甥のウィリアムは、クックに男子が居なかったために、荘園を承継することが予定されていた。アンとクックの結婚は周りが困惑するものであり、「愚かなこと」と言われたが、その反対にも拘わらず、2月26日に結婚式が行われた。結婚から間もなくアンが妊娠し、その息子トマスは12月22日に生まれた。
1831年、クックの親友である第2代グレイ伯爵が首相になった。その結果、クックが議会に登院するのも定期的になった。1832年大改革法に喜びを表明したが、その主題について発言したのは1回のみであり、それが1832年6月4日に成立した機会を捉えて、議員から引退する適切な時だと判断した。「イングランドの最も偉大な下院議員」としてクックは、1837年7月に貴族に列せられることを受け入れ（それまでに6度提案されていた）、レスター伯爵となった。しかし貴族院に列席することを喜ばず、「治療不能の者への病院」だと言っていた。

## 死
クックは引退後も活動的なままだった。79歳のときに25発の銃弾で24頭の鹿を仕留めたという記録があり、あらたに3年後に次の子供もできた。彼のものとして描かれた肖像画は20歳若い者のように見えており、スターリング (A. M. W. Stirling、1865-1965) (英語版) に拠れば「お追従の可能性は少なく、完全に正確である」となる。ダービーシャーのロングフォードにあった荘園 (英語版)（および子供時代の家）を訪れていたときに短期間痛みを伴う病気となり、1842年6月30日の早朝に、齢88歳で死んだ。最後の言葉は、「さて、おそらく私はしゃべりすぎたかな」("well, perhaps I have talked too much") だったと伝えられている。遺骸は2日間置かれ、葬儀は7月7日に行うこととされた。キングズ・リンを通って運ばれ、喪の黒旗が掲げられ、数千の者が敬意を表すために訪れた。この旅の最後の過程では葬儀の列が 3.2 km (2マイル) に及んだ。ホウカムの小作人150人が馬に乗って先導し、民間人の馬車数百両が続き、馬に乗った200人の郷紳が2列で進み、最後は隣人、小作人、自作農の長い列が続いた。クックは最終的に7月11日、ティトルシャルにある一家の廟に埋葬された。クックの死から間もなく彼の記念碑を建立する委員会が結成された。1,000人以上の献金者から5,000ポンドが集められた。その記念碑はウィリアム・ドンソーン (1799-1859) (英語版) が設計し、1851年に完成して、ホウカムホールの敷地に建てられた。